# 36 Degrees
36 Degrees è il terzo singolo estratto dall'omonimo album dei Placebo e pubblicato il 3 giugno 1996.

## Video musicale
Il video musicale, diretto da Chris Cunningham, è stato girato principalmente in una piscina per immersioni subacquee e mostra i membri della band che eseguono la canzone sott'acqua. Alcune scene sono state girate in una zona simile a una palude e mostrano Brian Molko che canta il testo con la testa sopra la superficie dell'acqua. Più tardi i membri della band hanno rivelato che questo video era estremamente difficile da girare e che non ne avrebbero mai più fatto uno sott'acqua.

## Tracce
1. 36 Degrees – 3:08
2. Dark Globe – 2:14
3. Hare Krishna – 4:27